# Stužica
Stužica es un bosque primario de hayas del Sector Oriental de los Cárpatos. Está localizado en Eslovaquia y hace frontera con Polonia y Ucrania. El bosque ha sido protegido desde 1908 y en 1993 el área fue declarado Reserva de Naturaleza Nacional. En 2007 Stužica y muchas otras ubicaciones en la cordillera, incluyendo seis bosques en Ucrania, fueron declarados Sitio de Patrimonio Mundial por la UNESCO. El conjunto forma los Hayedos Primarios de los Cárpatos y otras regiones de Europa, consierados sitios con valor universal excepcional.

## Galería

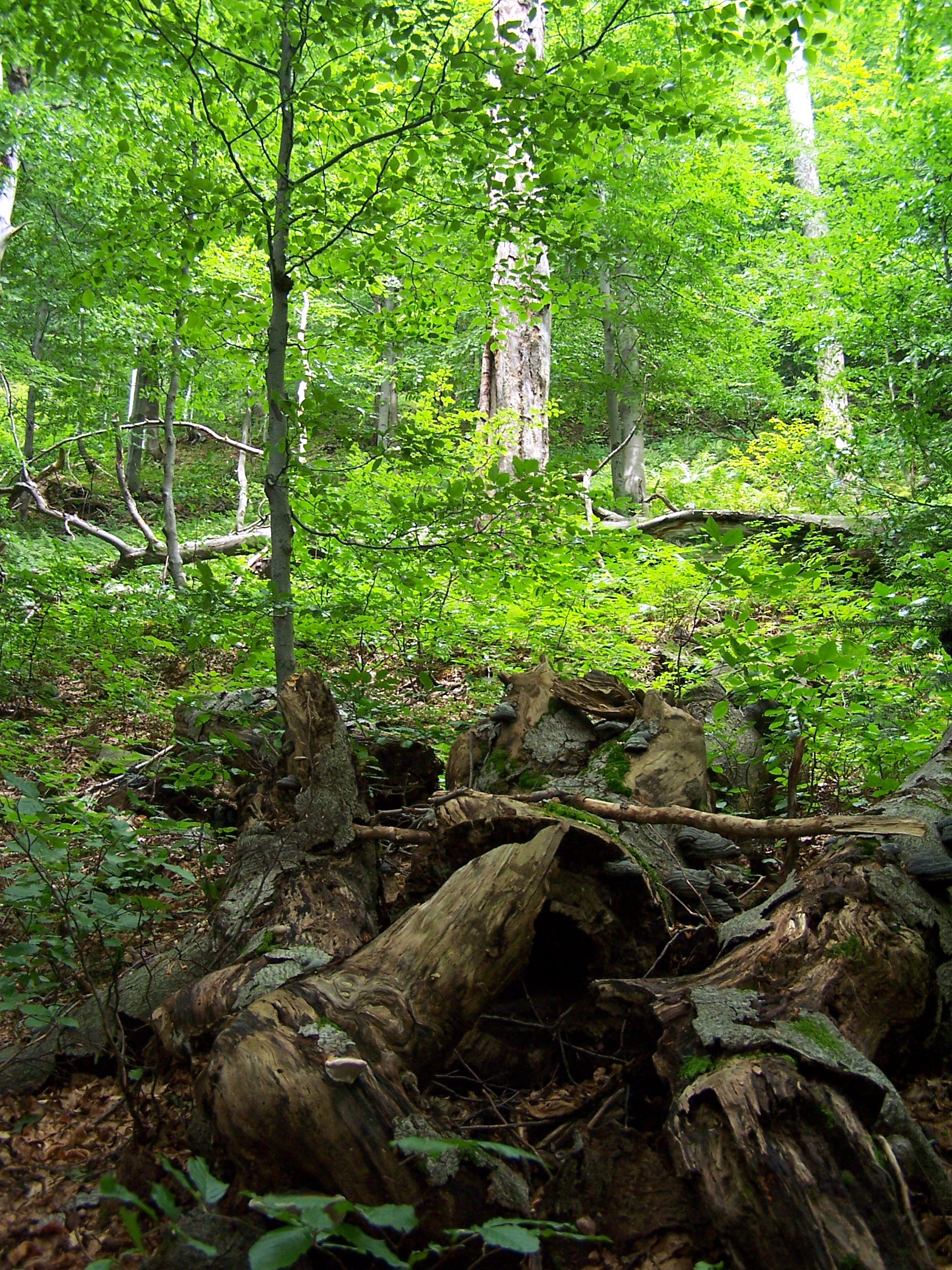
Bosque en Stužica
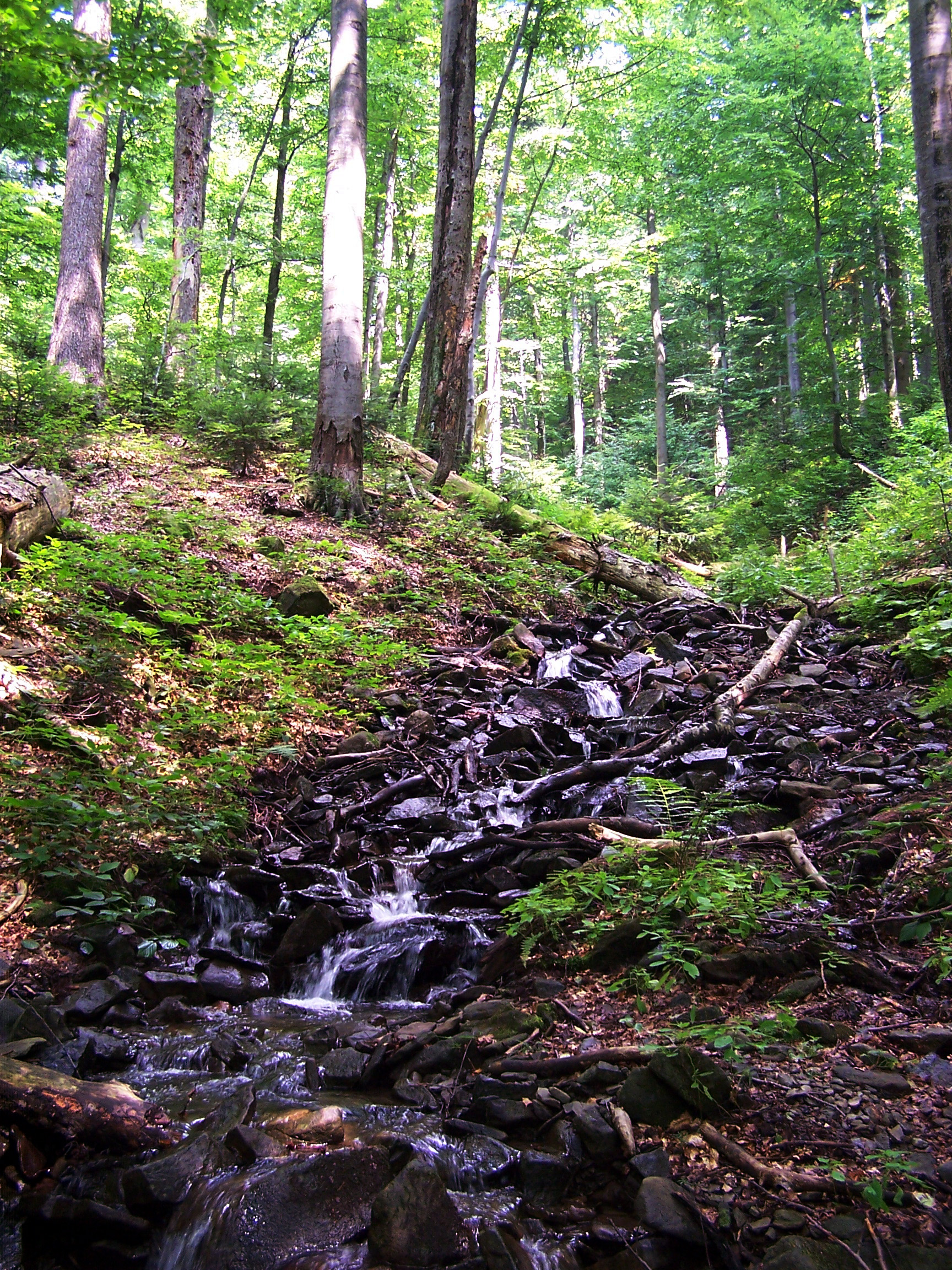
Corriente en Stužica
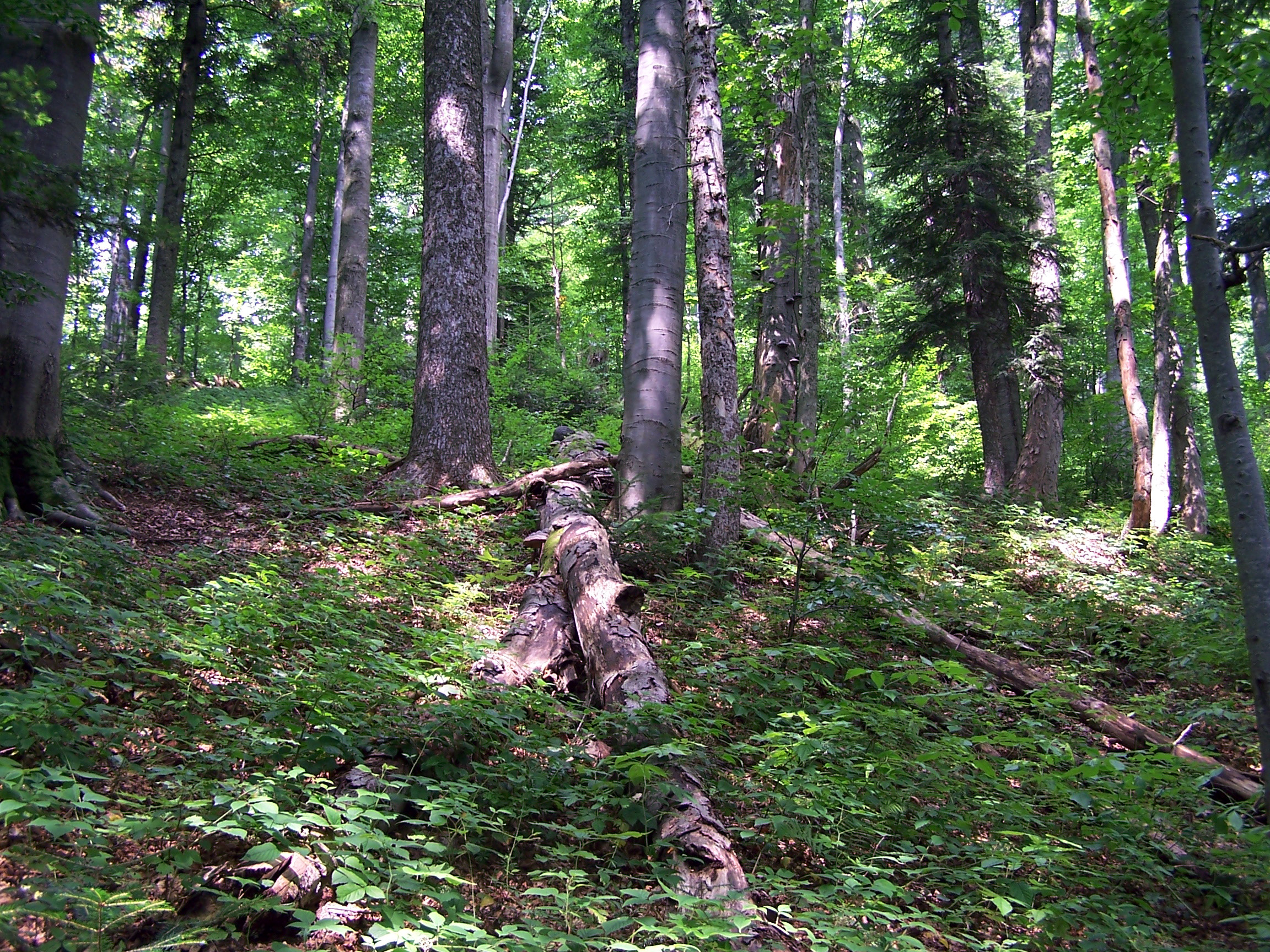
Stužica